# キツネ属
キツネ属（キツネぞく、Vulpes）は、食肉目イヌ科に含まれる属。

## 分布
アフリカ大陸、北アメリカ大陸、ユーラシア大陸、日本

## 形態
最小種はフェネックギツネで体長30 - 40.7センチメートル、尾長15 - 30.5センチメートル、体重1 - 2キログラムと本属のみならずイヌ科最小種。尾は長く、ふさふさとした体毛で被われる。
頭骨の額は盛り上がらず、やや凹む。耳介は三角形の種が多い。収縮した瞳孔は針状。口吻は細長く尖る。歯列は切歯が上下6本、犬歯が上下2本、小臼歯が上下8本、大臼歯が上顎4本、下顎6本で計42本。肛門の周囲（肛門腺）や尾の基部背面（尾腺）にある臭腺が発達する。乳頭の数は6 - 12個。

## 分類
ホッキョクギツネのみでホッキョクギツネ属Alopex、フェネックギツネのみでフェネック属Fennecusを構成する説もあった
以下の分類・英名はMSW3（Wozencraft, 2005）および（増井, 1991）、和名は（増井, 1991）に従う。
- Vulpes bengalensis ベンガルギツネ Bengal fox
- Vulpes cana ブランフォードギツネ Blanford's fox
- Vulpes chama ケープギツネ Cape fox
- Vulpes corsac コサックギツネ Corsac fox
- Vulpes ferrilata チベットスナギツネ Tibetan sand fox
- Vulpes lagopus ホッキョクギツネ Arctic fox
- Vulpes macrotis キットギツネ Kit fox（スイフトギツネの亜種とする説もあり[2]）
- Vulpes pallida オグロスナギツネ Pale fox
- Vulpes rueppelli オジロスナギツネ Rüeppel's fox
- Vulpes velox スイフトギツネ Swift fox
- Vulpes vulpes アカギツネ Red fox
- Vulpes zerda フェネックギツネ Fennec fox

## 生態
森林、草原、砂漠、ツンドラなどの様々な環境に生息する。少なくとも一部の種では家族群を形成したり、同じ巣穴の使用、子育てを手伝う個体の存在が確認されている。
食性は雑食、昆虫、鳥類、小型哺乳類、動物の死骸、果実などを食べる。小型哺乳類を跳躍し、上から押さえつけて捕えることもある。成獣は獲物を咥えたまま運搬し幼獣に与える。
繁殖形態は胎生。1回に1 - 25頭の幼獣を年に1回だけ産む。

## 人間との関係
毛皮目的や娯楽としての狩猟、狂犬病防止の駆除などにより生息数は減少している。

## 画像

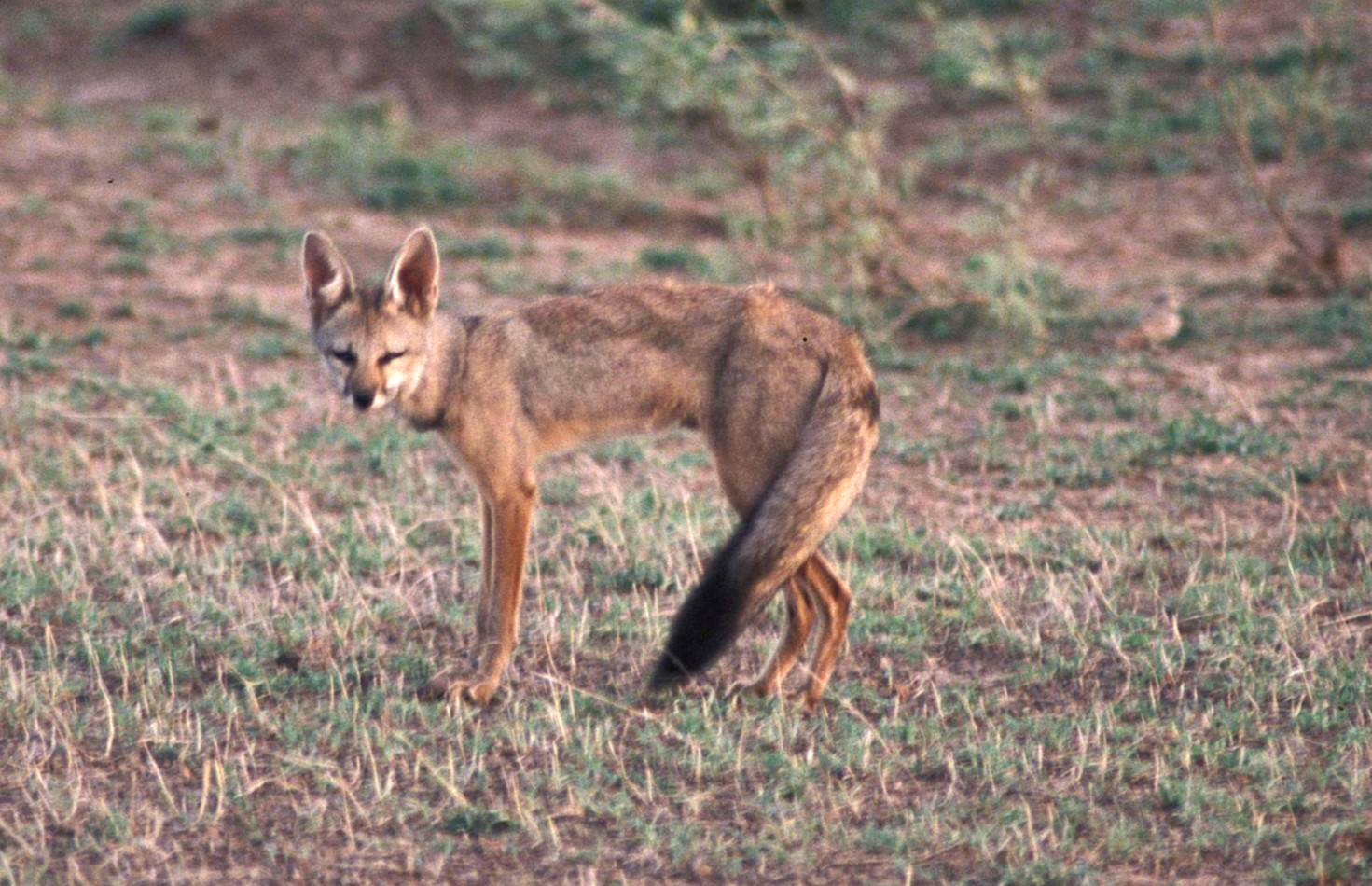
ベンガルギツネ V. bengalensis
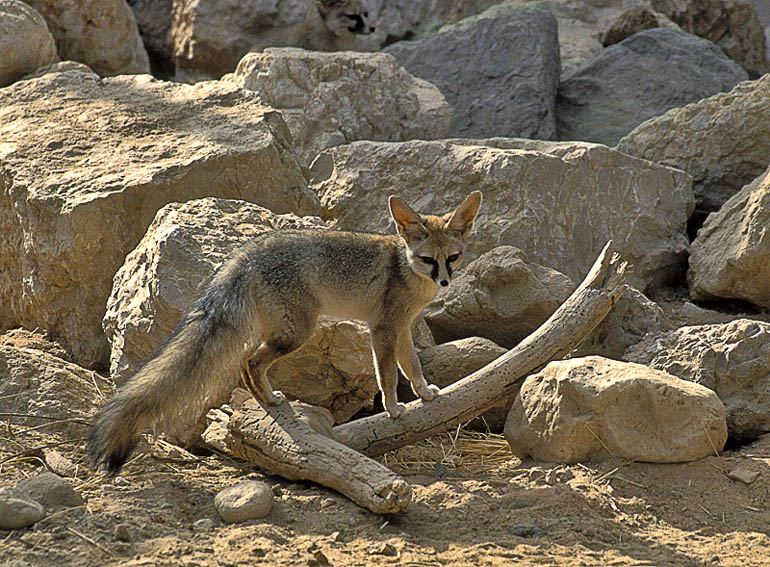
ブランフォードギツネ V. cana
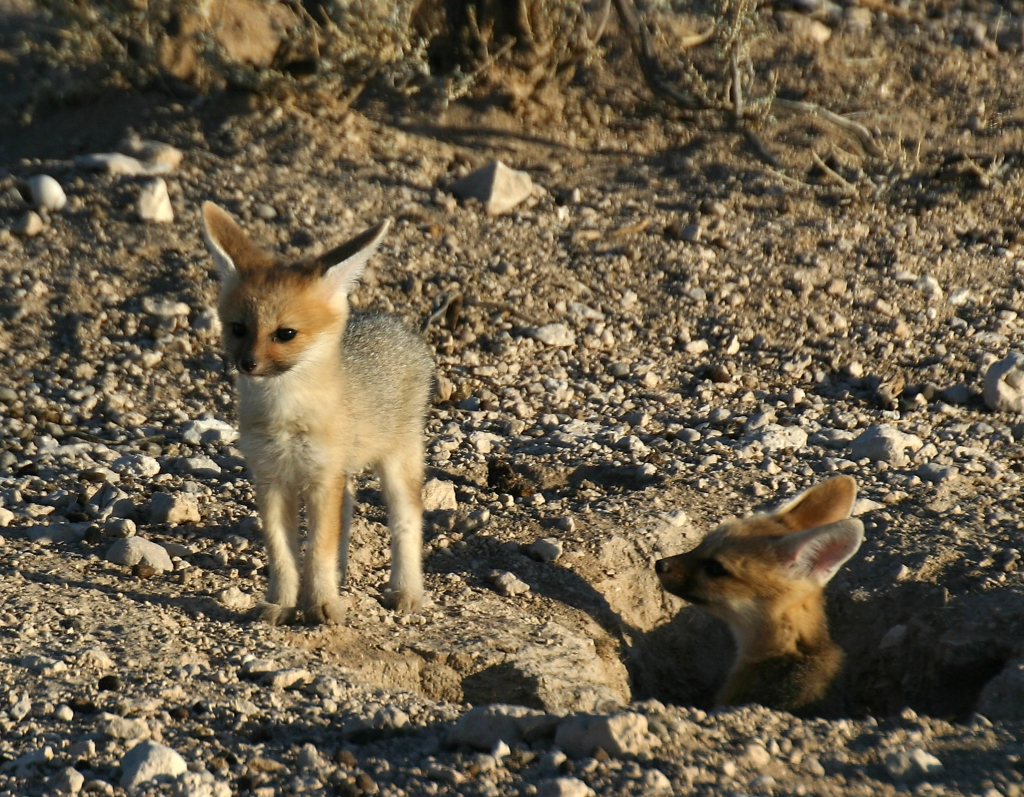
ケープギツネ V. chama
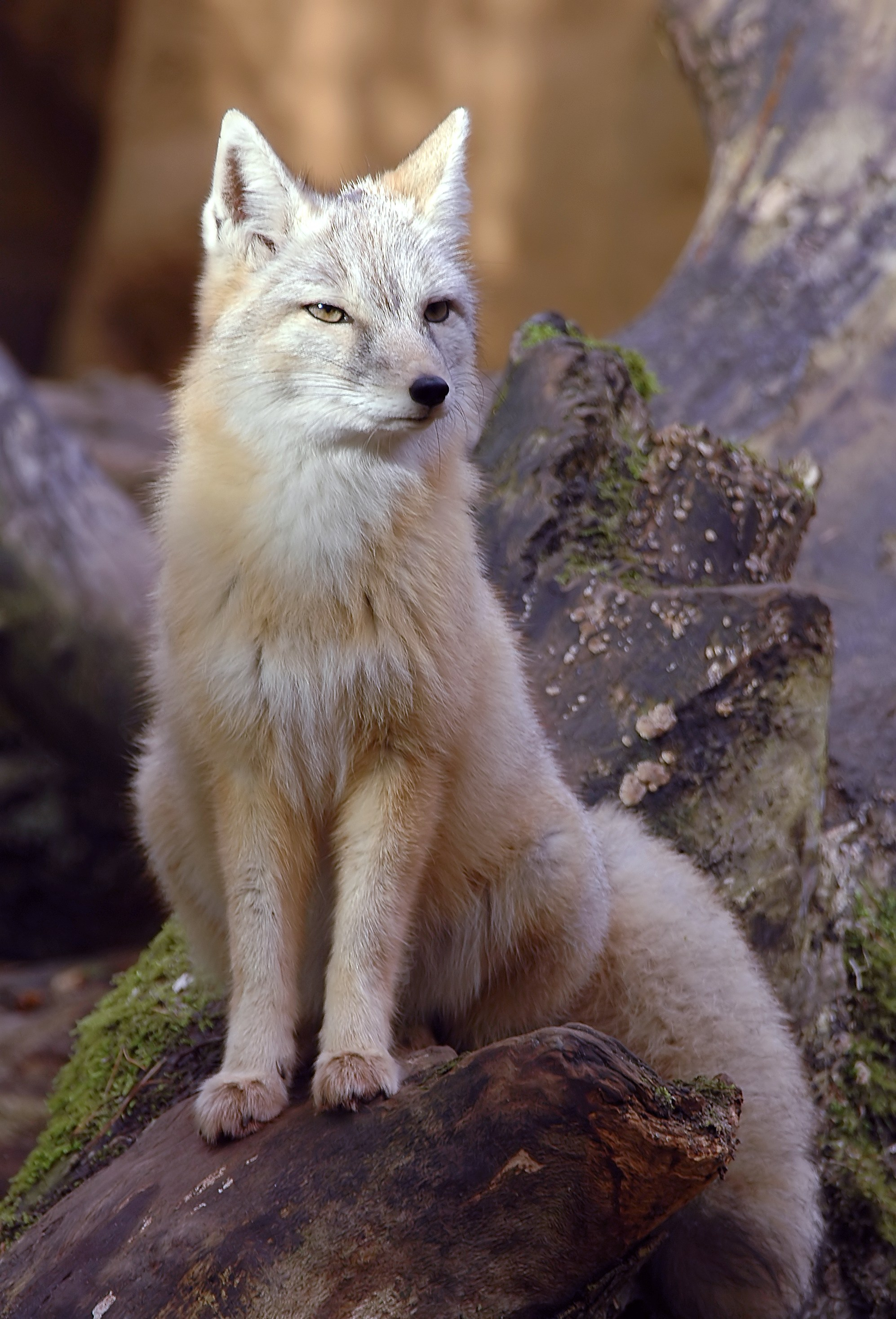
コサックギツネ V. corsac
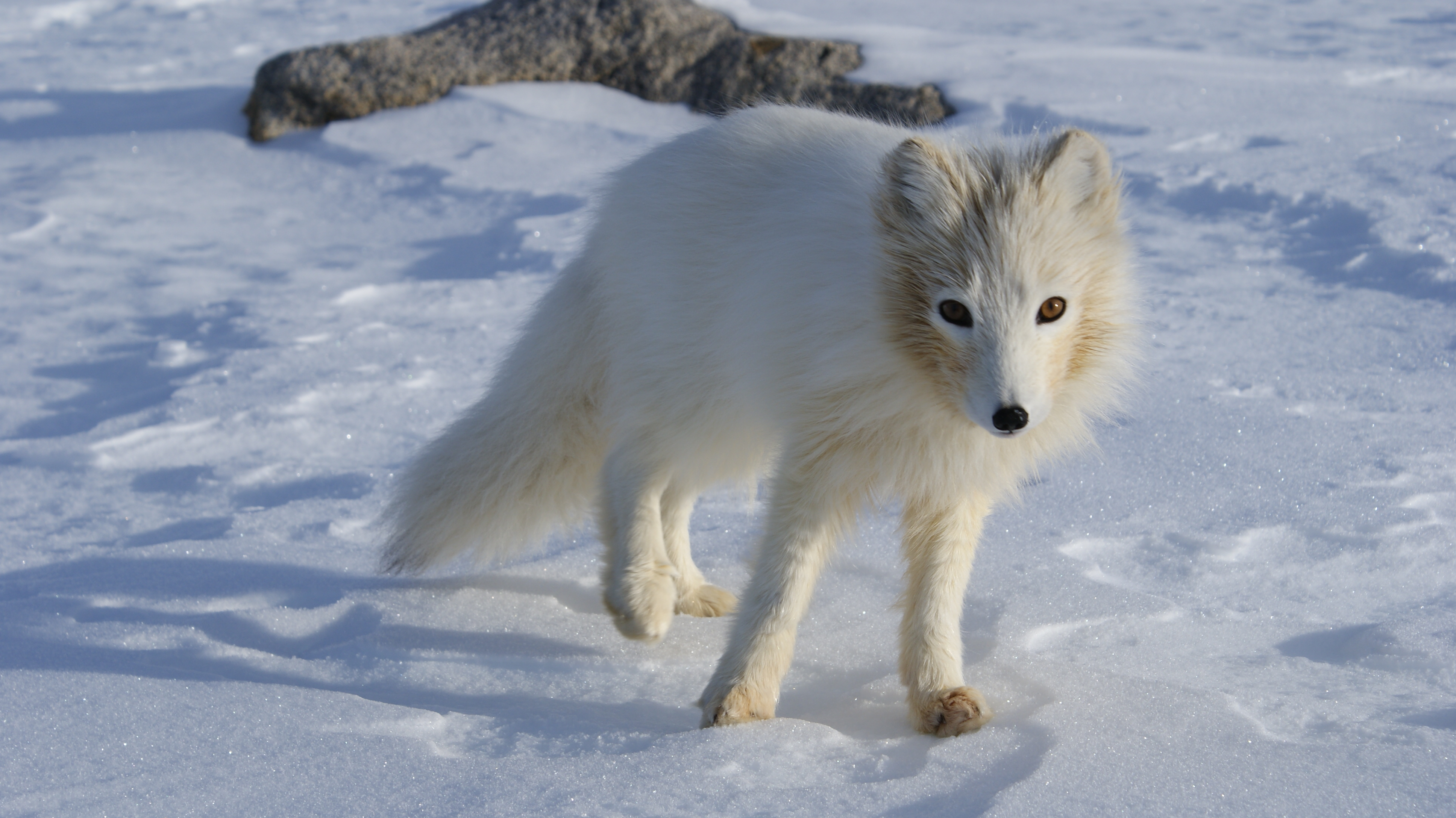
ホッキョクギツネ V. lagopus
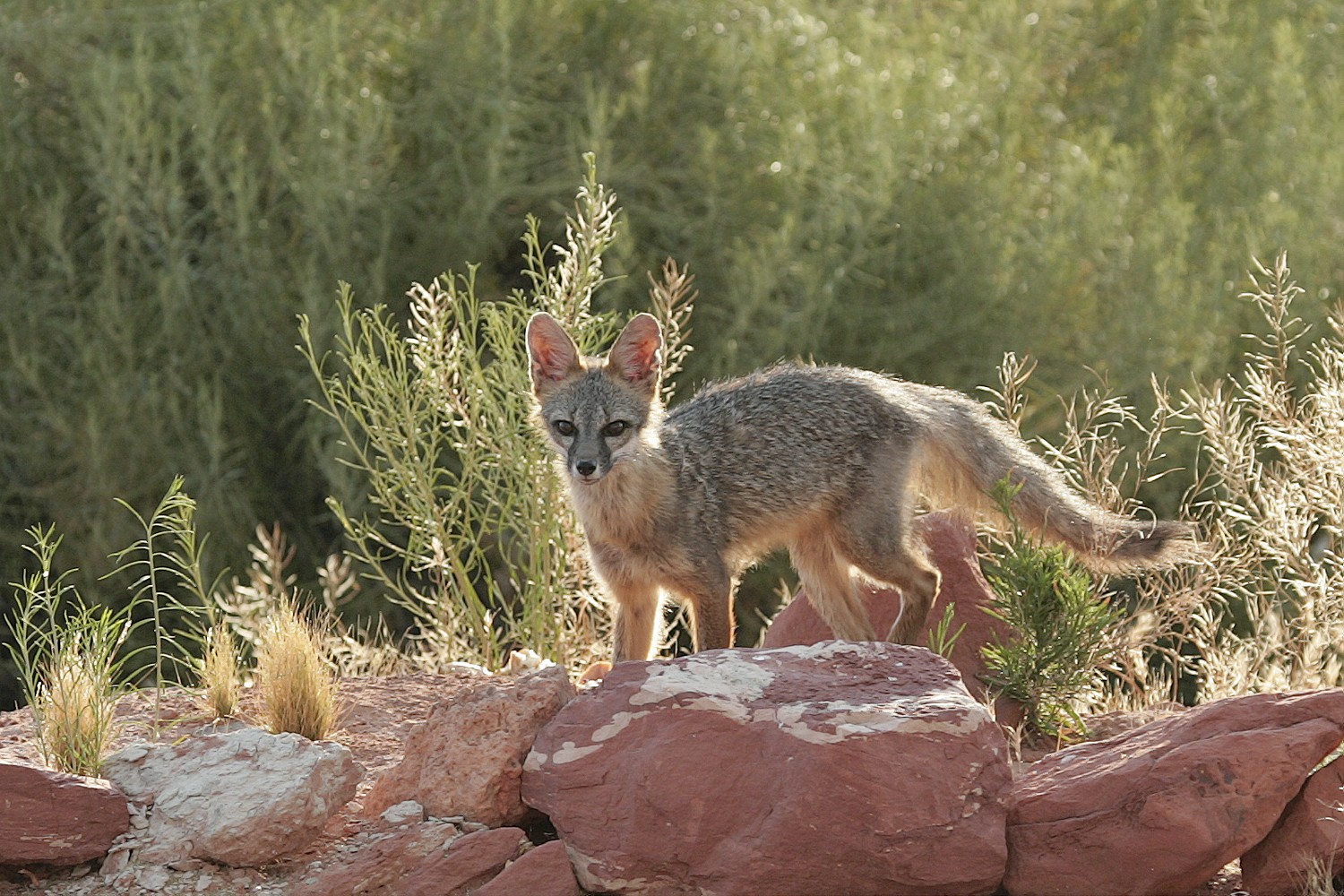
キットギツネ V. macrotis
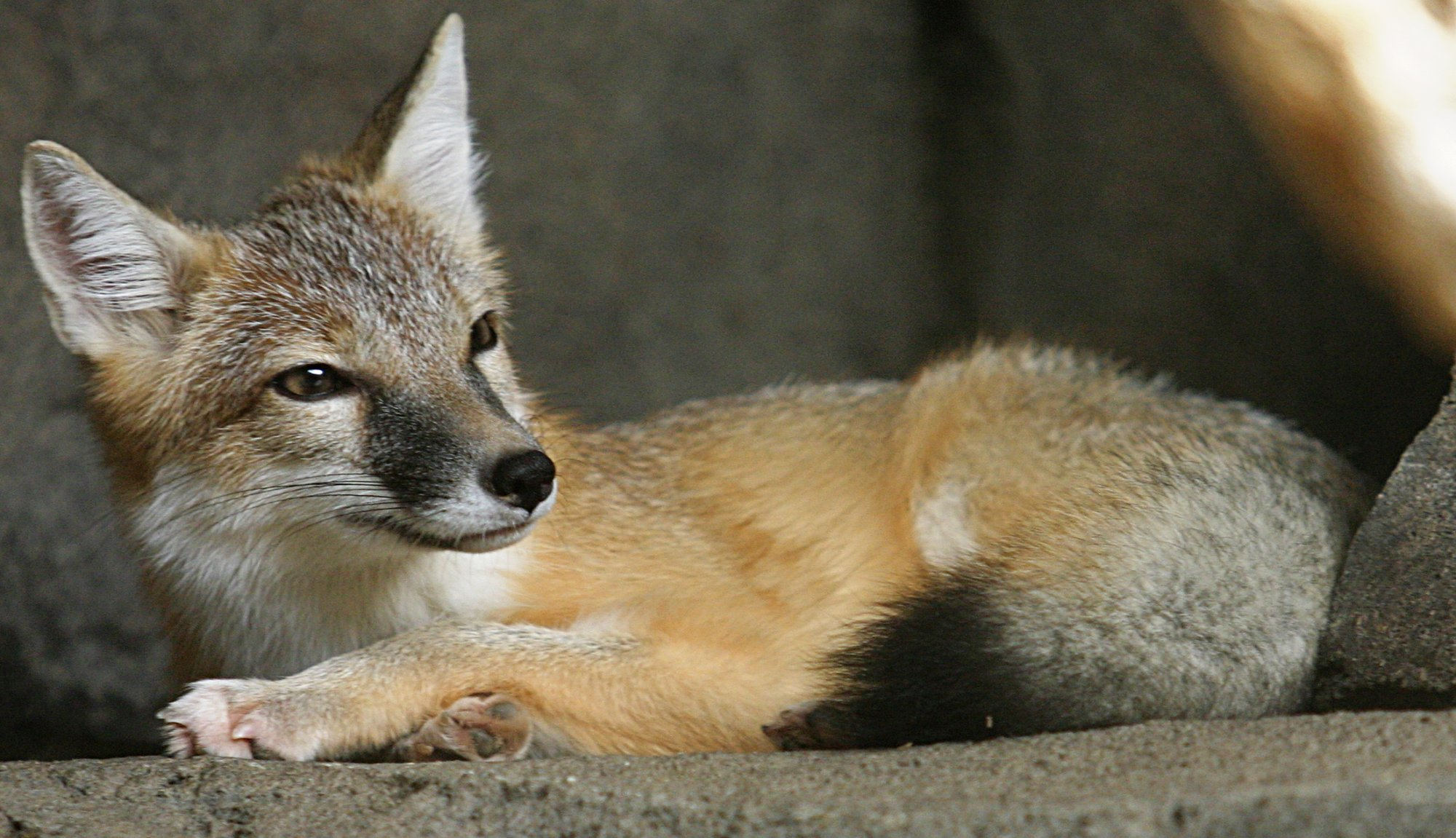
スイフトギツネ V. velox
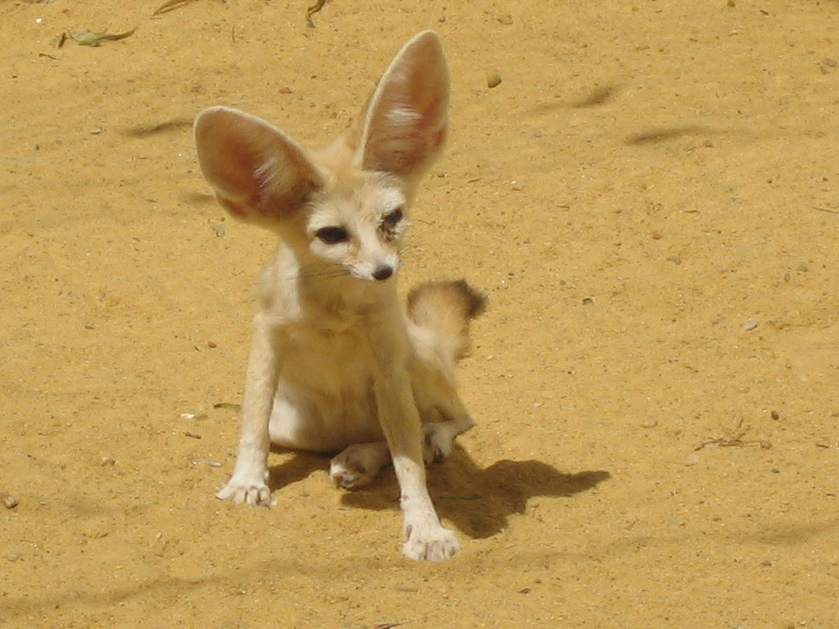
フェネックギツネ V. zerda